# Істачатта (Флорида)
Істачатта (англ. Istachatta) — переписна місцевість (CDP) в США, в окрузі Ернандо штату Флорида. Населення — 126 осіб (2020).

## Географія
Істачатта розташована за координатами 28°39′43″ пн. ш. 82°16′28″ зх. д. / 28.66194° пн. ш. 82.27444° зх. д. (28.661926, -82.274399).  За даними Бюро перепису населення США в 2010 році переписна місцевість мала площу 0,91 км², з яких 0,79 км² — суходіл та 0,12 км² — водойми.

## Демографія
Згідно з переписом 2010 року, у переписній місцевості мешкало 116 осіб у 52 домогосподарствах у складі 27 родин. Густота населення становила 127 осіб/км².  Було 86 помешкань (94/км²).
Расовий склад населення:
| - 92,2 % — білих - 3,4 % — чорних або афроамериканців - 0,9 % — вихідців з тихоокеанських островів - 0,9 % — корінних американців - 0,9 % — азіатів - 1,7 % — осіб інших рас |

До двох чи більше рас належало 0,0 %. Частка іспаномовних становила 5,2 % від усіх жителів.
За віковим діапазоном населення розподілялося таким чином: 20,7 % — особи молодші 18 років, 58,6 % — особи у віці 18—64 років, 20,7 % — особи у віці 65 років та старші. Медіана віку мешканця становила 50,0 року. На 100 осіб жіночої статі у переписній місцевості припадало 93,3 чоловіків;  на 100 жінок у віці від 18 років та старших — 95,7 чоловіків також старших 18 років.
За межею бідності перебувало 3,3 % осіб, у тому числі 0,0 % дітей у віці до 18 років та 0,0 % осіб у віці 65 років та старших.
Цивільне працевлаштоване населення становило 89 осіб. Основні галузі зайнятості: будівництво — 28,1 %, транспорт — 19,1 %, освіта, охорона здоров'я та соціальна допомога — 15,7 %, роздрібна торгівля — 14,6 %.